# Sternopriscus emmae
Sternopriscus emmae är en skalbaggsart som beskrevs av Lars Hendrich och Watts 2007. Sternopriscus emmae ingår i släktet Sternopriscus och familjen dykare. Inga underarter finns listade i Catalogue of Life.

## Bildgalleri

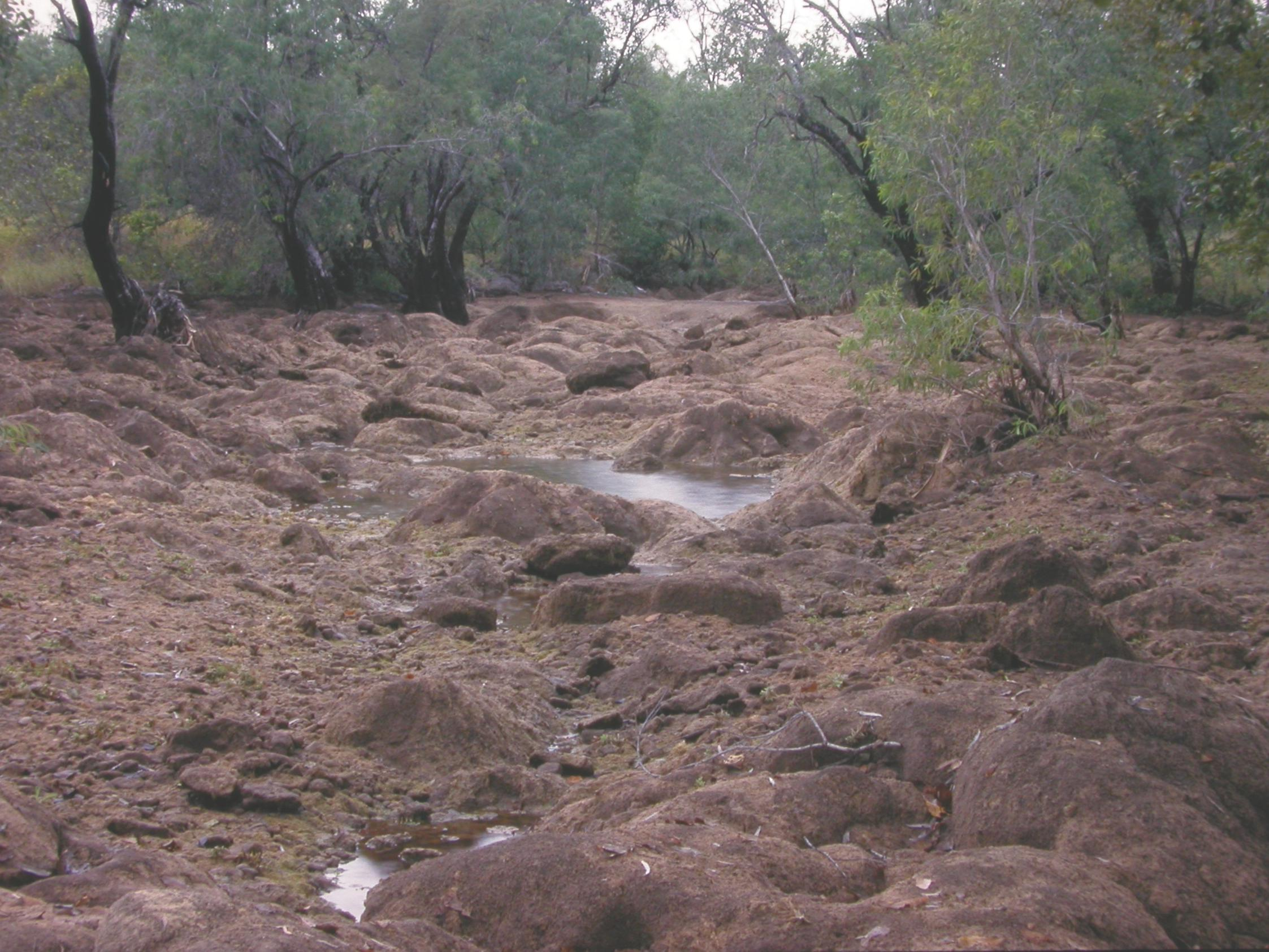
Typiskt habitat där arten förekommer
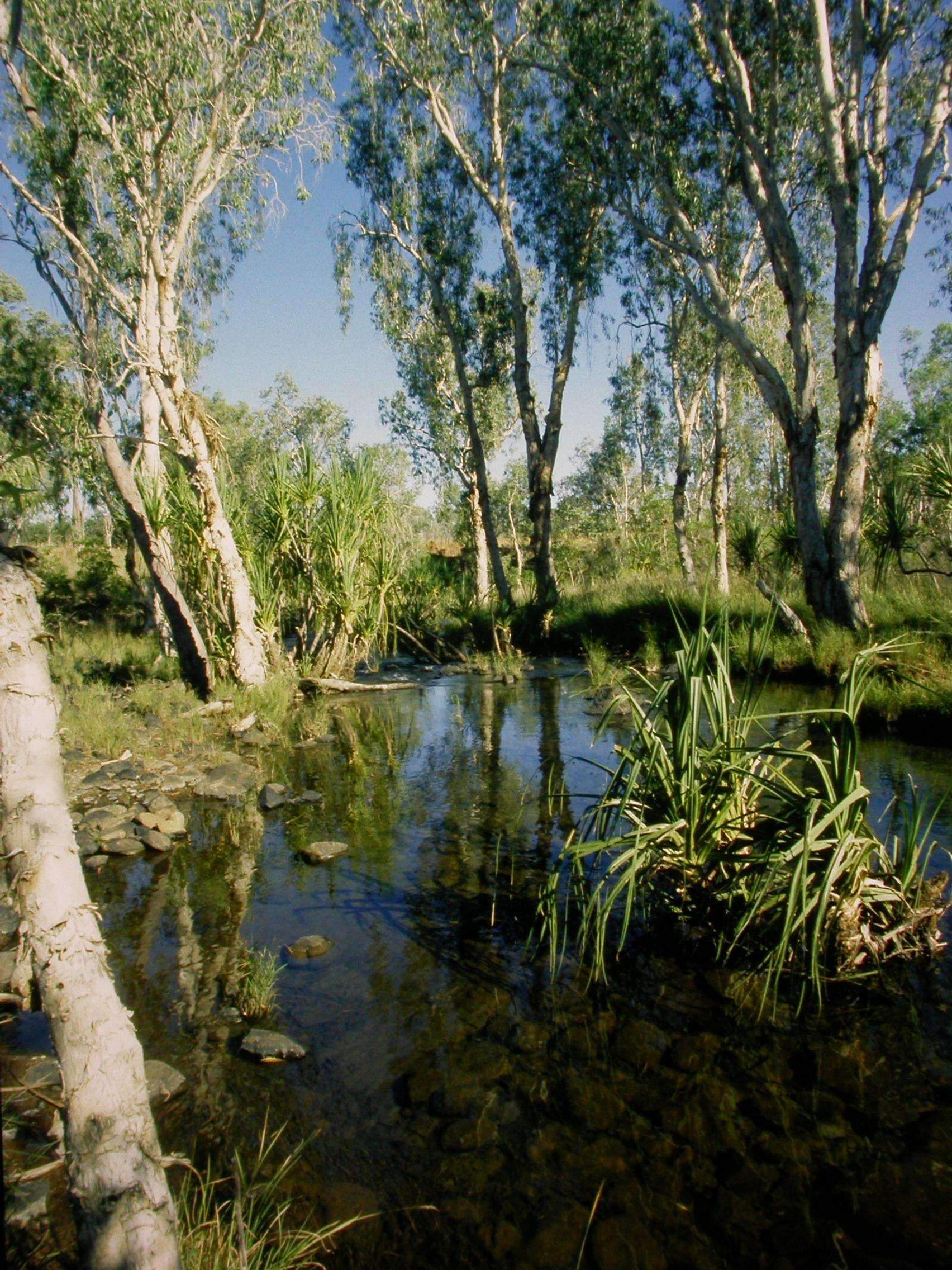
Typiskt habitat där arten förekommer